# Kroatische Badmintonmeisterschaft 2023
Die Kroatische Badmintonmeisterschaft 2023 fand vom 4. bis zum 5. Februar 2023 in Zagreb statt.

## Medaillengewinner
| Disziplin    | Gold                               | Silber                      | Bronze                         |
| ------------ | ---------------------------------- | --------------------------- | ------------------------------ |
| Herreneinzel | Filip Špoljarec                    | Roko Pipunić                | Luka Ban                       |
| Herreneinzel | Filip Špoljarec                    | Roko Pipunić                | Luka Grubić                    |
| Dameneinzel  | Jelena Buchberger                  | Luna Šaban                  | Stella Balenović               |
| Dameneinzel  | Jelena Buchberger                  | Luna Šaban                  | Barbara Janičić                |
| Herrendoppel | Igor Čimbur Zvonimir Hölbling      | Luka Ban Josip Uglešić      | Fran Pipunić Roko Pipunić      |
| Herrendoppel | Igor Čimbur Zvonimir Hölbling      | Luka Ban Josip Uglešić      | Filip Jagar Neven Rihtar       |
| Damendoppel  | Dora Drvodelić Katarina Galenić    | Stella Balenović Luna Šaban | Maja Pavlinić Ana Pranić       |
| Damendoppel  | Dora Drvodelić Katarina Galenić    | Stella Balenović Luna Šaban | Jelena Karapandža Vlatka Kopsa |
| Mixed        | Zvonimir Hölbling Katarina Galenić | Luka Ban Ana Pranić         | Ivor Zekan Stella Balenović    |
| Mixed        | Zvonimir Hölbling Katarina Galenić | Luka Ban Ana Pranić         | Filip Jagar Dora Dragčević     |